# Todorokita
La todorokita es un mineral de la clase de los minerales óxidos. Fue descubierta en 1934 en la mina Todoroki en la isla de Hokkaidō (Japón), siendo nombrada así por el nombre de la mina.

## Características químicas
Es un óxido múltiple e hidratado de varios metales: sodio, calcio, potasio, bario, estroncio, manganeso, magnesio y aluminio. La estructura molecular se denomina "en forma de túnel".

## Formación y yacimientos
Aparece como mineral secundario por intemperie o alteración hidrotermal de otros minerales del manganeso. También puede formar parte como principal constituyente de los nódulos de las profundidades marinas, así como en sedimentos marinos procedentes de las fumarolas submarinas.
Suele encontrarse asociado a otros minerales como: pirolusita, criptomelana, romanechita, manganita, rodocrosita, cuarzo u ópalo.